# Naturschutzgebiet Woeste

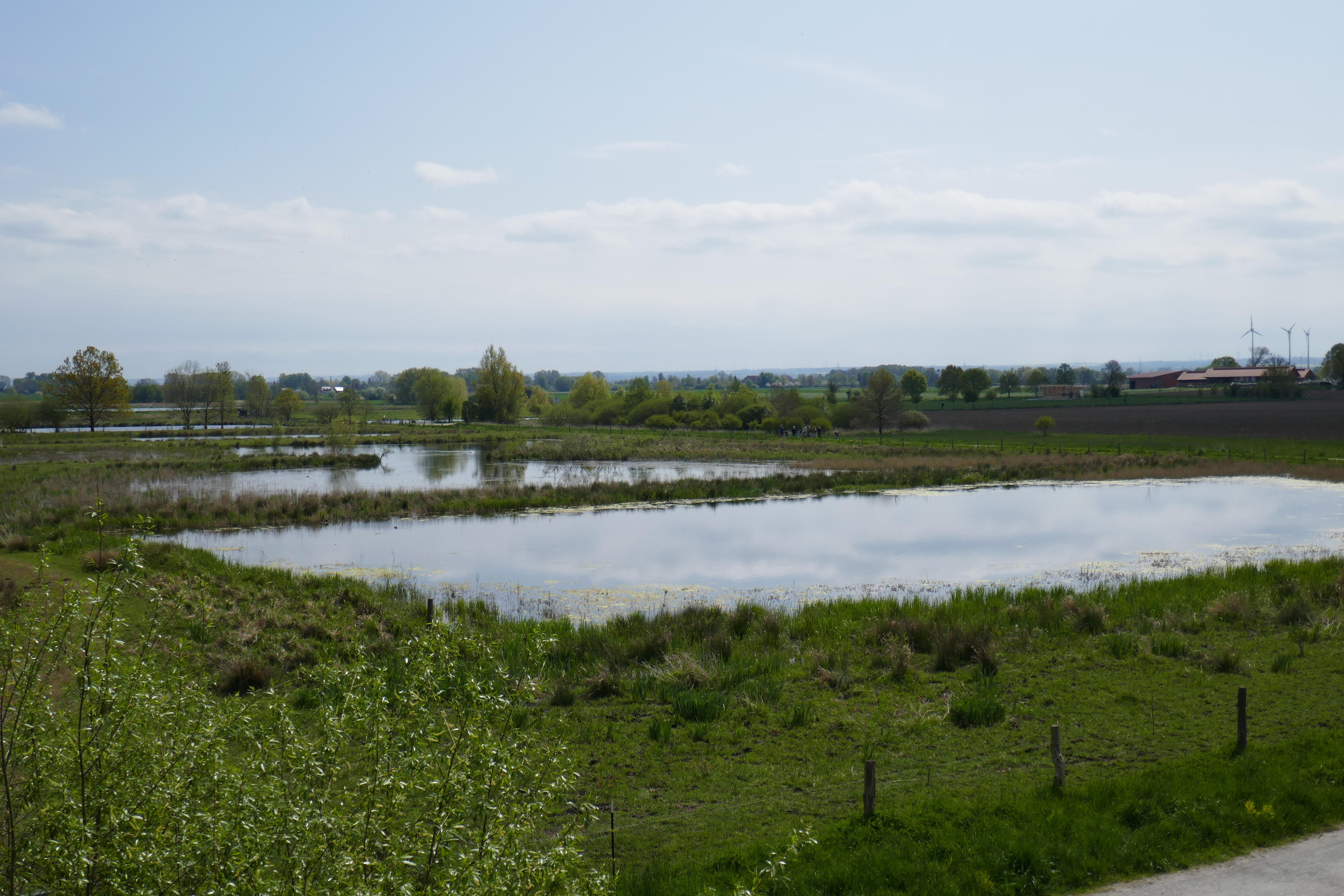
Woeste bei Ostinghausen

Das Naturschutzgebiet Woeste befindet sich auf dem Gebiet der Gemeinden Bad Sassendorf und Lippstadt im Kreis Soest in Nordrhein-Westfalen. Das Naturschutzgebiet liegt nördlich des Kernortes Bad Sassendorf weitgehend im Ortsteil Ostinghausen zwischen Wöstegraben und Ahse.

## Bedeutung
Für Bad Sassendorf ist ein 50,2398 ha großes Gebiet unter der Schlüsselnummer SO-072 und für Lippstadt ein 3,3404 ha großes Gebiet unter der Schlüsselnummer SO-084 als Naturschutzgebiet ausgewiesen.